# Élisabeth-Alexandrine de Mecklembourg-Schwerin
Titres
Épouse du prétendant au trône d'Oldenbourg
11 novembre 1918 – 24 février 1931
(18 ans, 4 mois et 29 jours)
Grande-duchesse consort d'Oldenbourg
13 juin 1900 – 11 novembre 1918
(18 ans, 4 mois et 29 jours)
Élisabeth-Alexandrine, Mathilde de Mecklembourg-Schwerin (10 août 1869-3 septembre 1955) est une duchesse de Mecklembourg-Schwerin, née du troisième mariage de Frédéric-François II, grand-duc de Mecklembourg-Schwerin avec la princesse Marie de Schwarzbourg-Rudolstadt. Elle fut l'épouse du dernier grand-duc régnant Frédéric-Auguste II d'Oldenbourg.

## Famille
La duchesse Elisabeth-Alexandrine est issue d'une nombreuse famille : sœur du grand-duc Frédéric-François III de Mecklembourg-Schwerin qui se donna la mort en 1897, la grande-duchesse est la tante du grand-duc Frédéric-François IV, de la reine Alexandrine de Danemark, de la Kronprinzessin Cécile de Prusse. Sa sœur Marie de Mecklembourg-Schwerin épousa le grand-duc Vladimir Alexandrovitch de Russie, son frère cadet Henri (1876-1934) épousa en 1901 la reine Wilhelmine des Pays-Bas (1880-1962), devenant ainsi prince consort des Pays-Bas.

## Mariage et descendance
Le 24 octobre 1896, Élisabeth épouse Frédéric-Auguste, grand-duc héritier d'Oldenburg, veuf de la princesse Élisabeth-Anne de Prusse, morte l’année précédente et de qui il avait eu deux filles, la duchesse Sophie-Charlotte et la duchesse Marguerite morte au berceau en 1882, mais pas d'héritier mâle apte à lui succéder.
Le couple eut cinq enfants :
- Nicolas d'Oldenbourg (1897-1970) ;
- Frédéric-Auguste (25 mars 1900 - 26 mars 1900) ;
- Alexandrine (25 mars 1900 - 26 mars 1900) ;
- Ingeborg-Alix (1901-1996) ;
- Altburg-Marie-Mathilde Olga (1903-2001).

Le grand-duc héritier accéda au trône sous le nom de Frédéric-Auguste II en 1900, faisant d’Élisabeth la grande-duchesse consort d’Oldenbourg. Sa belle-fille, Sophie-Charlotte, épousa le prince Eitel-Frédéric de Prusse, fils cadet du Kaiser et beau-frère de la princesse Cécile.

## Distinctions
- 6 septembre 1902 : dame grand-croix de l'ordre de Sainte-Catherine
- Dame de l'ordre de la Couronne de Wende[1]
- Dame de l'ordre de la Charité, première classe